# Augustina od Nanebevzetí Panny Marie
Blahoslavená Augustina od Nanebevzetí Panny Marie byla španělská řeholnice Řádu mercedariánů.

## Život
Byla řeholnicí v klášteře Nanebevzetí Panny Marie v Seville, kde se každý den modlila k Pánu za obrácení hříšníků. Během svého života se jí mnohokrát zjevovala Panna Marie[zdroj?].
Její svátek je oslavován 3. října.